# Stefan Topurov
Stefan Petrov Topurov (em búlgaro:  Стефан Петров Топуров; 11 de agosto de 1964, em Asenovgrad, Plovdiv) é um búlgaro campeão mundial em halterofilismo.
Stefan Topurov foi o primeiro homem a levantar o equivalente a três vezes sua própria massa corporal no arremesso — 180 kg —, no Campeonato Mundial de Halterofilismo de 1983.
Estabeleceu ao todo 12 recordes mundiais — um no arranco, seis no arremesso e quatro no total combinado.
Ganhou prata no campeonato mundial de 1983 e em 1986 e o ouro em 1987. Ficou com a prata nos Jogos Olímpicos de Seul. Foi por duas vezes campeão e vice-campeão europeu.